# Bunia

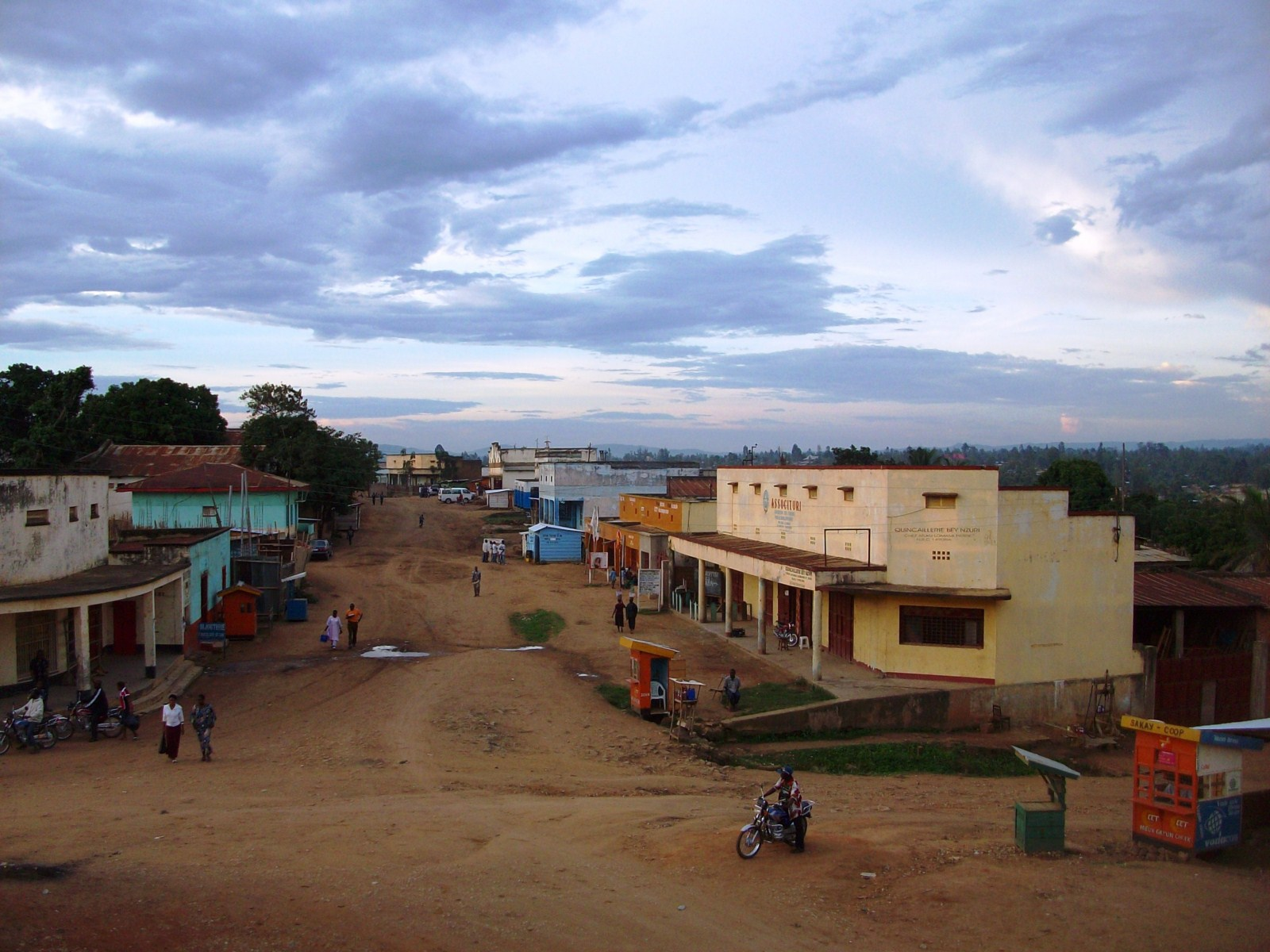
Stadscentrum

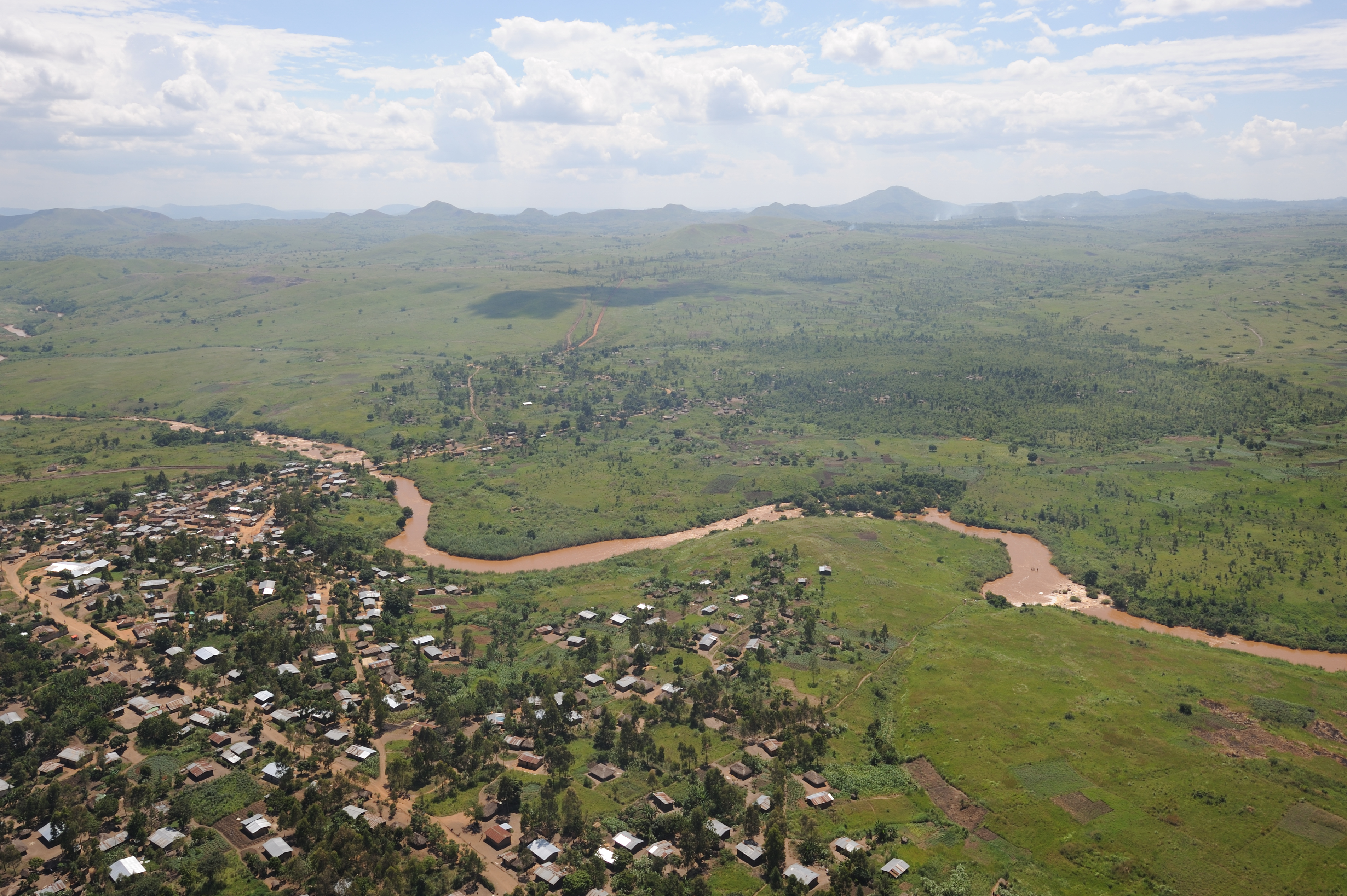
Bunia vanuit de lucht

Bunia is een stad in het oosten van Congo-Kinshasa en is de hoofdplaats van de provincie Ituri. Bunia telt ongeveer 900.000 inwoners.
De stad ligt op een hoogte van 1.275 m op een plateau zo'n 30 km ten westen van het Albertmeer, gelegen in de Westelijke Rift, de westelijke tak van de Oost-Afrikaanse slenk. De stad was het centrum van het Ituri-conflict, onderdeel van de Tweede Congolese Burgeroorlog.

## Geografie en klimaat
Mount Hoyo ligt 35 km ten zuidwesten van Bunia. De Sharirivier stroomt langs de westkant van de stad. De Ituririvier stroomt 35 km ten westen van Bunia, verderop vloeien deze rivieren samen.
De stad ligt zo'n 25 km ten oosten van het 63.000 km² grote regenwoud van Ituri, waarin onder meer het Okapiwildpark ligt.
Bunia heet een tropisch regenwoudklimaat. De maximumtemperatuur overdag wordt getemperd door de hoge ligging en toont weinig variatie, van 25 °C in juli tot 29 °C in januari. Januari is de minst natte maand met gemiddeld 130 mm; augustus is de natste maand met 390 mm. De jaarlijkse hoeveelheid bedraagt ongeveer 3100 mm.

## Bestuur
Aanvankelijk maakte de provinciehoofdstad Bunia deel uit van het territorium Irumu, maar werd er nadien uit losgemaakt. De stad is opgedeeld in twaalf wijken, die zullen worden omgevormd in drie gemeenten (Ngezi, Shari en Nyamukau).

## Transport
De belangrijkste niet-verharde wegen die het noordoosten van Kongo verbinden met Kisangani in het westen en Butembo en Goma in het zuiden, verlopen door Bunia. Ze verkeren echter in slechte staat en zijn na zware regen vrijwel onbegaanbaar. De stad zelf telt 7.511 km aan wegen, waarvan maar 1,5 km verhard is.
Bunia is 40 km van de Oegandese grens, die door het Albertmeer loopt, verwijderd. Er zijn echter geen wegverbindingen door de Great Rift Valley naar de dichtstbijzijnde Oegandese steden Toro en Fort Portal. Een onverharde weg naar het noordoosten bereikt wel Arua en Gulu ten noorden van het meer. Voordat de weg door de oorlog onbegaanbaar werd, was het de belangrijkste handelsroute van Congo naar Oeganda en naar Juba in Zuid-Soedan. Bunia was toen een belangrijke overslag- en marktplaats.
Bunia is verbonden met de kleine haven van Kasenyi aan het Albertmeer via een 60-kilometer lange onverharde weg met een gevaarlijke afdaling van 600 meter op de westelijke helling van de Great Rift Valley. Kasenyi beschikt over een steiger van 155 meter vanwaar schepen de haven van Mahagi aan de noordkant van het meer, en Butiaba aan de Oegandese kant en Pakwach aan de Albertnijl kunnen bereiken.
Door de slechte toestand van de wegen en het ontbreken van spoorwegen, is Bunia Airport van groot belang.

## Bevolking
De oorspronkelijke bevolking bestond uit Bira. Daar kwamen in de koloniale tijd volkeren uit de omgeving bij: Hema, Walendu Bindi en Alhur. Sindsdien is Bunia uitgegroeid tot een multiculturele stad met een bevolking afkomstig uit gans Congo en uit de buurlanden. De voornaamste voertaal is Swahili.

### Religie
Bunia is de zetel van een rooms-katholiek bisdom.

## Varia
Hoewel de stad 170 km ten noorden van de evenaar ligt, heeft de BBC hier in 2006 de reisdocumentaire Equator opgenomen, het was een van de weinige bij de evenaar gelegen plaatsen in dat gebied, waar de veiligheid van de tv-crew kon worden verzekerd door de aanwezigheid van de VN-vredesmissie.

## Geboren
- Axel Tuanzebe (14 november 1997), voetballer

Sankuru · Bas-Uele · Kongo Central · Kwango · Kwilu · Mai-Ndombe · Kinshasa · Kasaï · Lulua · Kasaï oriental · Lomami · Maniema · Zuid-Kivu · Noord-Kivu · Ituri · Haut-Uele · Tshopo · Noord-Ubangi · Mongala · Zuid-Ubangi · Evenaarsprovincie · Tshuapa · Tanganyika · Haut-Lomami · Lualaba · Haut-Katanga